# Jan-Michael Vincent

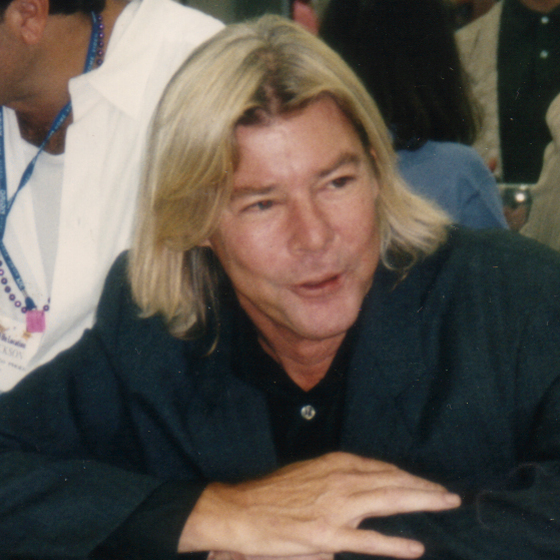
Jan-Michael Vincent (1996)

Jan-Michael Vincent (gelegentlich auch Jean-Michael Vincent geschrieben; * 15. Juli 1944 im Adams County, Colorado; † 10. Februar 2019 in Asheville, North Carolina) war ein US-amerikanischer Schauspieler.

## Leben
In seiner Jugendzeit zogen seine Eltern Lloyd und Doris Vincent mit der Familie nach Hanford in Südkalifornien, wo er das nahegelegene Ventura College besuchte. In den späten 1960er Jahren wurde Vincent von dem Talentsucher Dick Clayton entdeckt und für die Universal Studios unter Vertrag genommen.
Nach kleineren Rollen in verschiedenen Fernsehserien (Lassie, Bonanza, The Banana Splits Adventure Hour und Die Macht des Geldes) und Filmen hatte er seinen ersten größeren Auftritt in dem Fernsehfilm Tribes. Später drehte Vincent für Disney den Film Big Boy – Der aus dem Dschungel kam, in dem er einen an Tarzan angelehnten jungen Mann verkörperte, der sich zu einem Profisportler entwickelt. Während der 1970er Jahre wurde Vincent durch Filme wie The Mechanic mit Charles Bronson, den Western The Undefeated mit John Wayne und den Wellenreiter-Film Big Wednesday mit William Katt und Gary Busey zu einem populären und anerkannten Filmstar.
Vincent wurde zweimal für den Golden Globe nominiert: Für den Fernsehfilm Going Home (1971) und für seine Rolle in Feuersturm (1983).
Nach seinem Mitwirken in der Miniserie Der Feuersturm (The Winds of War, 1983) erhielt Vincent in der US-Fernsehserie Airwolf neben dem Oscar-Preisträger Ernest Borgnine die männliche Hauptrolle. Die Serie, in der er den Hubschrauber-Piloten ‚Stringfellow „Huckleberry“ Hawke‘ spielte, brachte ihm einen hohen Bekanntheitsgrad.
Nach der dritten Staffel verließ der bisherige Produzent die Serie und auch der Sender CBS verlor wegen der hohen Produktionskosten das Interesse an dem Projekt. Der Nachfolgesender USA Network besetzte die Serie mit einem anderen, preiswerteren Schauspieler. Vincent, der zuvor pro Folge bis zu 250.000 US-Dollar verdient hatte, geriet in ein Karrieretief. Fortan bekam er fast nur noch Rollen in Low-Budget-Produktionen und B-Movies angeboten, die häufig direkt als Video vermarktet wurden. In der Zeichentrickserie Rick and Morty wird auf Vincent mit einem erfundenen Trailer für einen Action-Film namens „Jan Quadrant Vincent 16“ Bezug genommen (Staffel 2, Episode 8).
Vincent besaß eine Ranch in Louisiana. Er war ein ausgezeichneter Reiter und Hobby-Fallschirmspringer. Ausgelöst durch seinen Erfolg mit Airwolf, den er nicht verarbeiten konnte, kam er mit Drogen in Kontakt und entwickelte vor allem eine starke Alkoholabhängigkeit. 1996 wurde er bei einem Autounfall schwer verletzt und brach sich drei Nackenwirbel; zudem wurde eines seiner Stimmbänder durch einen Tubus irreparabel geschädigt. Sein rechtes Bein musste später aufgrund einer Erkrankung der Blutgefäße amputiert werden. Vincent war nach eigenen Angaben verschuldet.
Nach Jahren außerhalb des Scheinwerferlichts gab er am 13. September 2007 ein Interview für die Sendung The Insider, das am 18. und 19. September 2007 in den USA ausgestrahlt wurde. 2014 gab er dem National Enquirer ein Interview.
Aus der geschiedenen Ehe mit Bonnie Poorman hatte Vincent eine Tochter.
Vincent starb am 10. Februar 2019 im Alter von 74 Jahren in einem Krankenhaus von Asheville, North Carolina, an einem Herzstillstand.

## Filmografie (Auswahl)

### Fernsehserien
- 1967: Polizeibericht (Dragnet 1967)
- 1968: Lassie (14×26–28: Handford)
- 1968/1969: Bonanza (9×30: Hilfe für Eddie, 10–27: Besuch des Marshalls)
- 1969: The Banana Splits Adventure Hour (8 Folgen)
- 1969: Die Macht des Geldes (The Survivors, 8 Folgen)
- 1980: Hotel (Fernsehserie, Folge Undercurrents)
- 1983: Der Feuersturm (The Winds of War; Miniserie, 7 Folgen)
- 1984–1986: Airwolf (Fernsehserie, 55 Folgen)
- 1994: Renegade – Gnadenlose Jagd (Folge 2×12: Zwei mal zwei Millionen Dollar)
- 1997: Nash Bridges (Folge 3×08: Himmlischer Bruder)

### Filme
- 1969: Die Unbesiegten (The Undefeated), Regie: Andrew V. McLaglen
- 1971: Nach Hause (Going Home), Regie: Herbert B. Leonard
- 1972: Sandcastles
- 1972: Kalter Hauch (The Mechanic), Regie: Michael Winner
- 1973: Big Boy – Der aus dem Dschungel kam (The World’s Greatest Athlete)
- 1974: Buster liebt Billie (Buster & Billie)
- 1975: 700 Meilen westwärts (Bite the Bullet), Regie: Richard Brooks
- 1975: Straße der Gewalt (White Line Fever), Regie: Jonathan Kaplan
- 1976: Baby Blue Marine
- 1976: Shadow of the Hawk
- 1976: Vigilante Force – Das Gesetz sind wir, Regie: George Armitage
- 1977: Straße der Verdammnis (Damnation Alley)
- 1978: Tag der Entscheidung (Big Wednesday), Regie: John Milius
- 1978: Um Kopf und Kragen (Hooper), Regie: Hal Needham
- 1980: Die Rückkehr der Außerirdischen (The Return), auch The Return. Tödliche Bedrohung
- 1980: Die Schläger von Brooklyn (Defiance)
- 1981: Jodie – Irgendwo in Texas (Hard Country)
- 1983: Flug aus der Hölle (Last Plane Out)
- 1984: Airwolf – Eine unschlagbare Waffe (Fernsehfilm)
- 1985: Cheech & Chong: Jetzt hats sich ausgeraucht! (Get Out of My Room), Regie: Cheech Marin
- 1987: Am Rande der Hölle (Six Against the Rock)
- 1987: Born in East L. A.
- 1987: Terror Night – Hochhaus in Angst (Enemy Territory)
- 1989: Mörderischer Irrtum (Hit List), Regie: William Lustig
- 1989: Explosion der Leidenschaften (Deadly Embrace)
- 1990: American Soldier – Kommando Gold (In Gold We Trust)
- 1990: Alienator – Der Vollstrecker aus dem All (Alienator), Regie: Fred Olen Ray
- 1990: Brandzeichen der Hölle (Demonstone)
- 1990: Xtro II – Die zweite Begegnung (Xtro II: The Second Encounter)
- 1990: Haunting Fear, Regie: Fred Olen Ray
- 1993: Deadly Heroes
- 1993: Maximum Force 2 (Midnight Witness)
- 1993: Tödliche Therapie (Indecent Behavior)
- 1995: Codename: Silencer
- 1995: Ice Cream Man
- 1995: Entführt und gepeinigt (Abducted II: The Reunion)
- 1998: Buffalo ’66
- 2000: Grizzly Mountain – Flucht in die Vergangenheit (Escape to Grizzly Mountain)

## Auszeichnungen
- 1971 Nominierung für den Golden Globe als bester Nebendarsteller Going Home
- 1973 Goldener Bravo Otto
- 1974 und 1975 Silberner Bravo Otto
- 1976 Bronzener Bravo Otto
- 1976 Western Heritage Awards für Bite the Bullet
- 1983 Nominierung für den Golden Globe als bester Nebendarsteller Feuersturm (1983)